# Jürg Kreienbühl

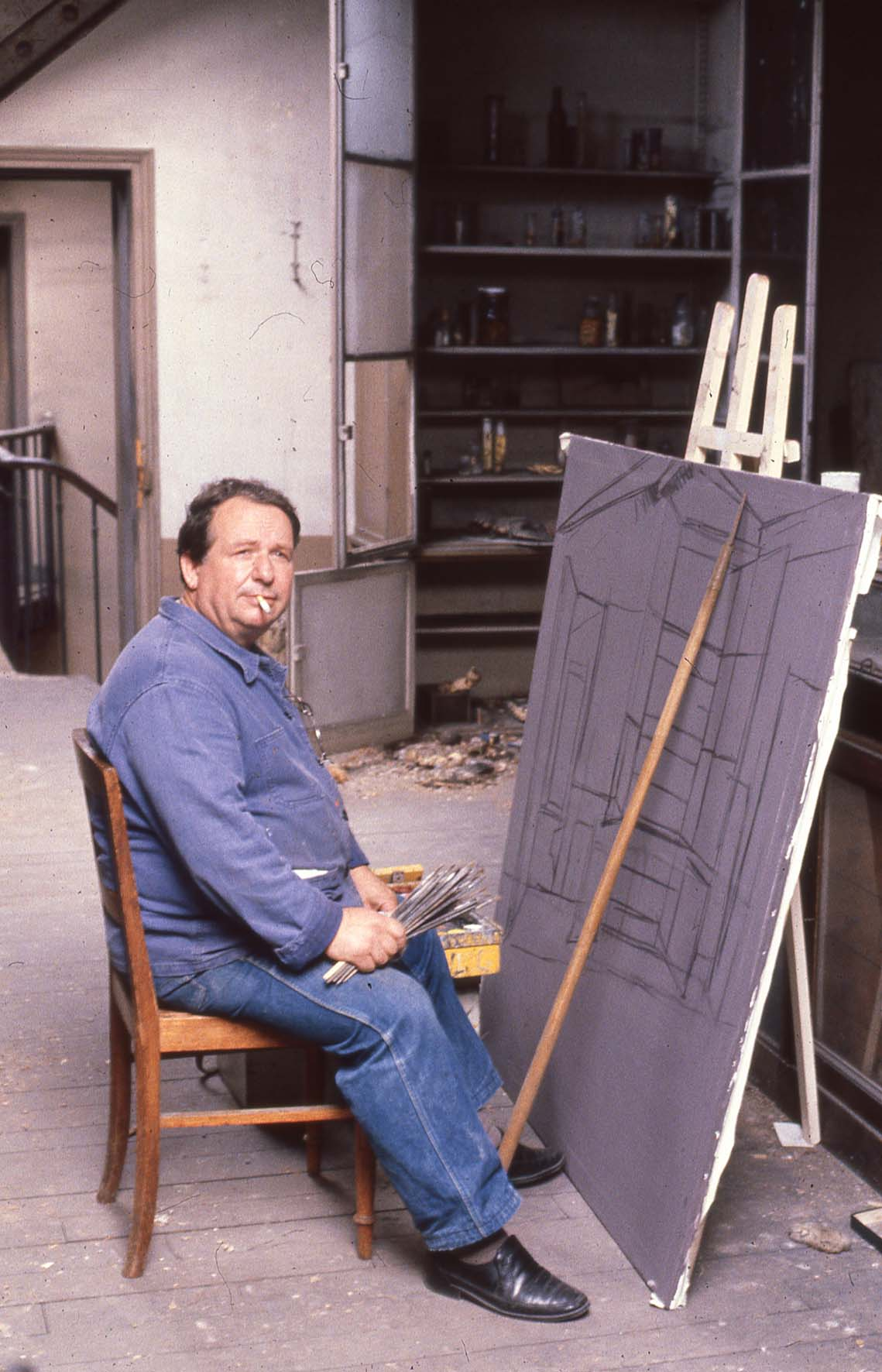
Jürg Kreienbühl im Muséum national d’Histoire naturelle de Paris

Jürg Kreienbühl (* 12. August 1932 in Basel; † 30. Oktober 2007 in Cormeilles-en-Parisis, Département Val-d’Oise) war ein Maler mit Schweizer und französischer Nationalität, der in Basel und Cormeilles-en-Parisis lebte. Seine Ehefrau Suzanne Lopata (* 1932) und sein Sohn Stéphane Belzère (* 1963) sind ebenfalls als Künstler hervorgetreten.

## Leben
Jürg Kreienbühl wurde in Basel geboren, besuchte das Gymnasium sowie den Grafikvorkurs der Allgemeinen Gewerbeschule Basel und absolvierte eine Lehre als Flachmaler. Mit einem Stipendium der Stadt Basel begab er sich 1956 zum ersten Mal nach Paris, um Künstler zu werden. In der Folgezeit ließ er sich in der Bidonville (Barackenstadt) Bezons außerhalb der französischen Metropole in einem ausgedienten, räderlosen Autobus nieder und lebte unter Clochards, Zigeunern und Nordafrikanern, die seine Freunde wurden. Deren Lebensweise gab er in eindrücklichen Gemälden wieder.
Später malte Kreienbühl die in einer Fabrikhalle gelagerten Restbestände und in Scherben auf dem Boden liegenden Heiligenfiguren, die bis 1962 in der Sainterie (Manufacture d’Art chrétien) in Vendeuvre-sur-Barse aus gebrannter Tonerde hergestellt wurden.
Seine ersten Werke in der 1889 von Jules André erbauten Galerie de Zoologie entstanden 1974. Motive waren verstaubte und beschädigte Replika von Tieren und ausgestopften Vögeln. Wegen des baufälligen Zustands musste die Galerie im Jahr 1965 geschlossen werden und war jahrzehntelang nicht mehr zugänglich. Nach umfassenden Restaurierungsarbeiten konnte sie 1994 unter der neuen Bezeichnung Grande Galerie de l’Evolution wieder eröffnet werden. Auch in der Galerie d’Anatomie Comparée war Kreienbühl tätig. Beide Galerien neben anderen bilden bis heute den Komplex des Muséum d’Histoire Naturelle, das vor und nach 1800 Mittelpunkt des europaweiten naturwissenschaftlichen Lebens war (mit Buffon, Lamarck, Cuvier, Geoffroy Saint-Hilaire). Auf diesen denkwürdigen Ort als bedeutendes Kulturerbe hat Kreienbühl mit seiner Malerei aufmerksam gemacht, als er sie im letzten Zustand vor ihrem drohenden Niedergang angetroffen und wie ein Reporter wiedergegeben hat.
Weitere Orte seines Schaffens waren die Baustelle der Bürostadt La Défense außerhalb Paris, der Skulpturenpark des Eisenplastikers Bernhard Luginbühl in Mötschwil und andere.
Seine letzte große Werkgruppe entstand in der Brauerei Warteck in Basel, wo die Bierherstellung im Jahr 1990 eingestellt wurde. Fast überall, wo Kreienbühl hinkam, begegnete er einer Welt im Zustand des Niedergangs und des Verschwindens. Nicht umsonst wurde er als «Chronist der Endzeit» bezeichnet.

## Werk

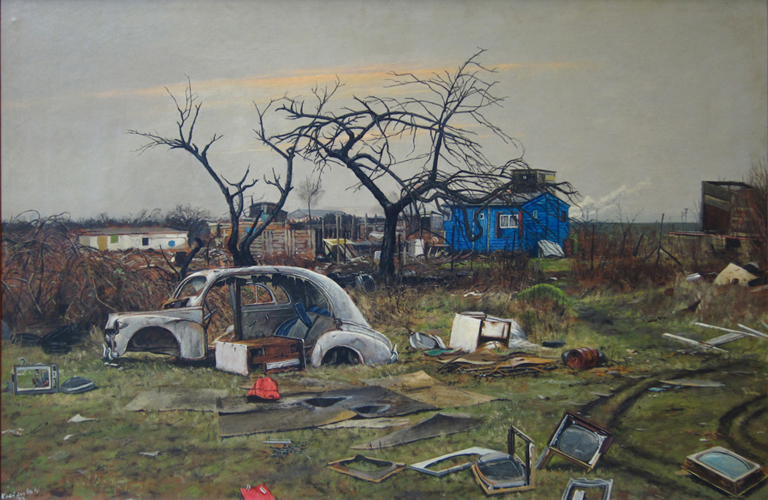
Jürg Kreienbühl – La zone, 1972, (Privatbesitz)

Stilistisch ist Kreienbühls Malerei dem «Realismus» zuzuordnen. Zu seinen Vorbildern gehörten französische Künstler wie Edouard Vuillard (1868–1940) oder Chaim Soutine (1893–1943). Viel ist mit dem Begriff bei Kreienbühl jedoch nicht anzufangen. Eher müsste von einem «metaphysischen Realismus» gesprochen werden.
Einen seiner prägendsten Eindrücke hatte der junge Kreienbühl empfangen, als er auf der Reinacherheide außerhalb von Basel eine verwesende Ratte beobachtete. Vielleicht hat diese Begegnung seine Vorliebe für Abfallberge, chaotische Umgebungen und Interieurs in der Bidonville-Umgebung seiner frühen Lebensjahre, Ölteppiche («Petrolnymphéas», 1978) und so weiter bestimmt. Das Leben unter den Ausgeschlossenen erlaubte ihm kein Ausweichen in die Unverbindlichkeit der abstrakten Malerei. Zeit seines Lebens war er auf der Suche nach grösstmöglicher Authentizität, die er am ehesten an Orten des Zerfalls fand. Kunst bedeutete für ihn, Zeugnis abzulegen.
Zum Verständnis seines Realismusbegriffs gehören auch seine LSD-Versuche, die er zusammen mit seinem Freund Albert Hofmann (1906–2008) unternahm. Die sichtbare Welt war für ihn nur ein Vorwand beziehungsweise das Abbild einer allgegenwärtigen, wenn auch unsichtbaren Realität, die erst erfahren werden muss. Als Künstler war er Materialist und Mystiker in einem.

## Ausstellungen (Auswahl)
- 1956 Erste grosse Ausstellung in einer Abbruchliegenschaft in Basel
- 1973 Jürg Kreienbühl. Aargauer Kunsthaus, Aarau.
- 1985 Hommage à la Galerie de zoologie. Muséum National d’Histoire Naturelle Paris.
- 1992 Jürg Kreienbühl, Bilder, Zeichnungen, Druckgraphik. Kunstmuseum Basel.
- 1994 La Ville. Gruppenausstellung. Centre Georges Pompidou Paris.
- 1998 Jürg Kreienbühl. L’œuvre gravé et lithographié 1952–1997. Musée du Dessin et d’ Estampe Originale, Gravelines, F, und Kunsthaus Olten.
- 2001 Jürg Kreienbühl. Peintures. Centre Culturel Suisse Paris
- 2015 Quelques êtres vivants dans leur environnement quotidien, zusammen mit Gilles Aillaud. Galerie Gabrielle Maubrie, Paris.
- 2018 Jürg Kreienbühl, Suzanne Lopata, Stéphane Belzère. Kunsthaus Interlaken

Jürg Kreienbühl ist außerdem in folgenden Öffentlichen Sammlungen (Auswahl) vertreten: Aargauer Kunsthaus, Aarau; Kunstmuseum, Basel, Kupferstichkabinett, Basel; Christoph Merian Stiftung, Basel; Musée des Beaux-Arts, Beauvais; Musée du Dessin et de l’Estampe Originale de Gravelines; Musée Louis Senlecq, L’Isle-Adam; Bibliothèque Nationale, Paris; Centre Pompidou, Paris; Collection de la ville de Paris; FRAC Ile-de-France, Paris; Musée des Beaux-Arts, Rennes; Musée de l’Isle de France, Sceaux.

## Film
- 1986 Die sinkende Arche. Regie und Drehbuch Bernhard Lehner, Konrad Wittwer. Filmagentur Look Now Zürich.